# Guerras sul-africanas (1879–1915)

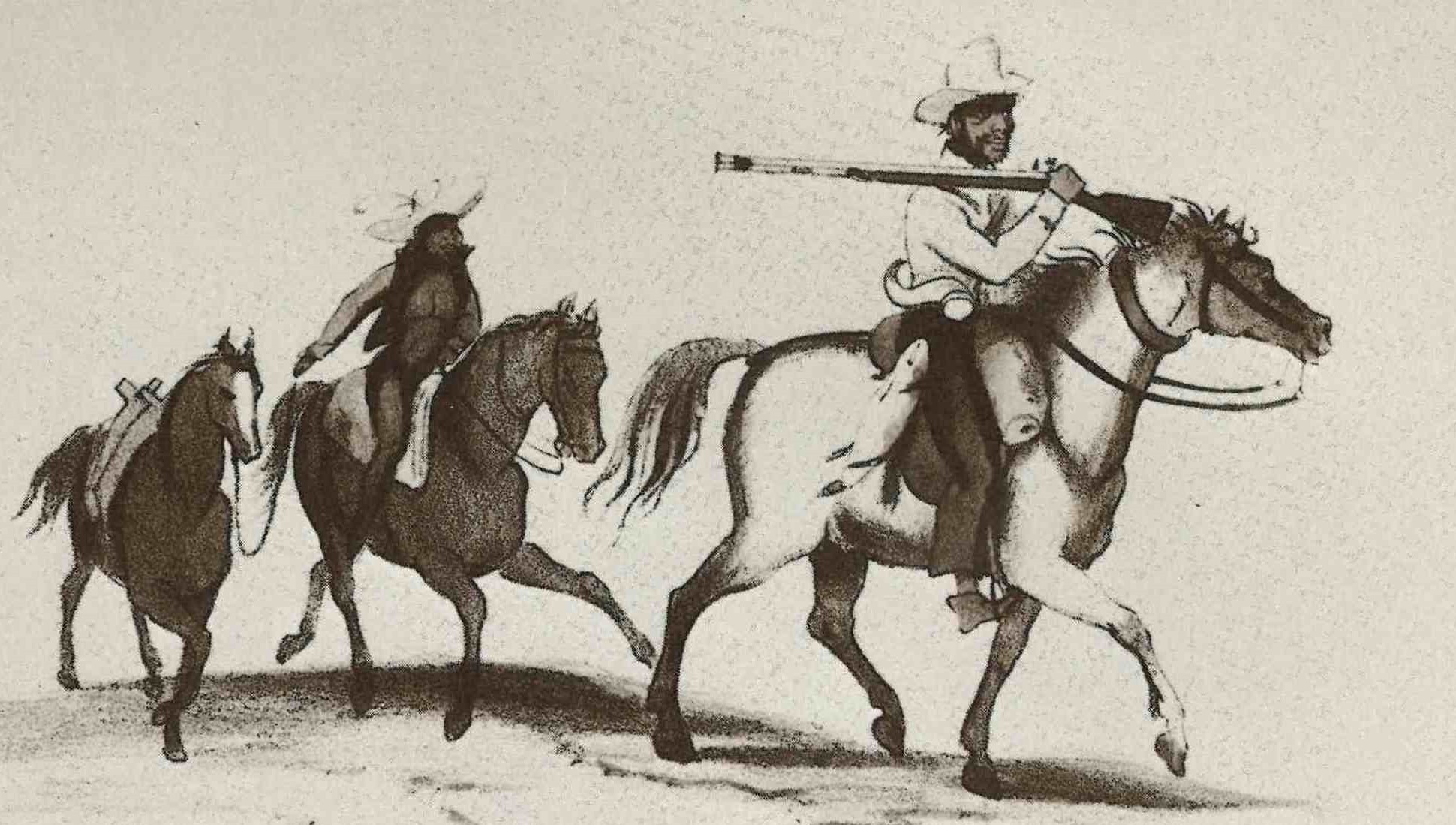

As chamadas Guerras sul-africanas, ocorreram por uma variedade de motivos: tensões étnicas, políticas e sociais entre as potências coloniais europeias, africanos indígenas e colonos ingleses e holandeses levaram a um conflito aberto em uma série de guerras e revoltas entre 1879 e 1915 que teriam repercussões duradouras em toda a região da África Austral. A busca de um império comercial, bem como as aspirações individuais, especialmente após a descoberta de diamantes (1867) e ouro (1886), foram os principais fatores que impulsionaram esses eventos.
As várias guerras desta época são geralmente estudadas separadamente, como conflitos independentes. Eles incluem a primeira e a segunda Guerra Anglo-Boer, a Guerra Anglo-Zulu, as Guerras Sekhukhune, a Guerra Basotho com Armas, a 9ª Guerra da Fronteira e outras. No entanto, é instrutivo também vê-los como erupções em uma onda muito maior de mudanças e conflitos que afetam o subcontinente - começando com as "Guerras das Confederações" das décadas de 1870 e 80; aumentando com a ascensão de Cecil Rhodes e a luta pelo controle dos recursos de ouro e diamantes; e levando à Segunda Guerra Anglo-Boer e à União Sul-Africana em 1910.